# Крисманич, Себастьян
Себастьян Эдуардо Крисманич (исп. Sebastián Eduardo Crismanich, род. 30 октября 1986) — аргентинский тхэквондист, олимпийский чемпион 2012 года.

## Карьера
Себастьян выиграл золото для команды Аргентины впервые после Олимпийских игр 1948 года в индивидуальном виде спорта.
В 2012 году на Олимпийских играх в Лондоне в категории до 80 кг выиграл бои против новозеландца Вона Скотта (9—5), афганца Несара Ахмада Бахави (9—1), армянина Армана Еремяна (2—1) и в финале победил испанца Николаса Гарсию (1—0).